# 고시가야정
고시가야정(越ヶ谷町)은 사이타마현의 남동부, 미나미사이타마군에 속했던 정이다. 

## 역사
- 1889년 4월 1일 - 정촌제 시행에 수반해 미나미사이타마군 고시가야정(越ヶ谷町)이 성립.
- 1954년 11월 3일 - 미나미사이타마군 오사와정, 니카타촌, 사쿠라이촌, 오부쿠로촌, 오기시마촌, 데와촌, 가모촌, 오사가미촌, 마스바야시촌과 합병하여 고시가야정(越谷町)이 됨.
- 1955년 11월 3일 - 소카정의 일부가 고시가야정에 편입됨.
- 1958년(昭和33年)11월 3일 - 고시가야정(越谷町)이 시제 시행으로 고시가야시(越谷市)가 됨.

## 교통

### 철도
- 도부 철도
  - 이세사키 선